# Internationales Lausitzer Leichtathletik-Meeting
Das Internationale Lausitzer Leichtathletik-Meeting war eine Leichtathletik-Veranstaltung, die jährlich von 1990 bis 2011 im Sommer im Cottbuser Max-Reimann-Stadion stattfand.

## Geschichte
1990 organisierte Ulrich Hobeck zum ersten Mal ein internationales Leichtathletik-Meeting in Cottbus. Anlass war am 30. Juni 1990 die Einweihung eines Stadions am Priorgraben. Die Europäische Leichtathletik-Fördernation (EAA) hat 1993 das Meeting als EAA-Meeting anerkannt. 2000 trat die Cottbuser Sängerin Verena mit ihrem Meeting-Song „Empire of champs“ auf. Im Jahr 2002 kamen 9500 Zuschauer ins Stadion, da die Veranstaltung erstmals am Wochenende stattfand. Am 6. März 2012 wurde die Veranstaltungsreihe aus finanziellen Gründen abgesetzt.